# (3186) Manuilova
(3186) Manuilova (1973 SD3) – planetoida z pasa głównego asteroid okrążająca Słońce w ciągu 5,49 lat w średniej odległości 3,11 au. Odkryta 22 września 1973 roku.